# La Lastra (Palencia)

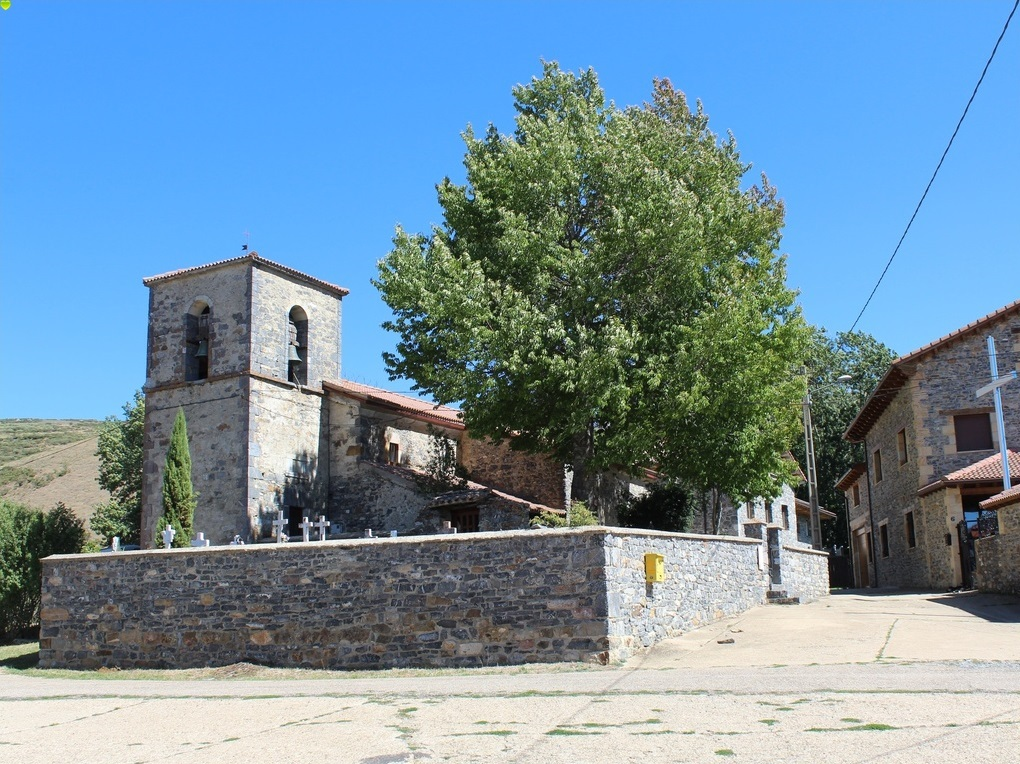
Iglesia de La Asunción

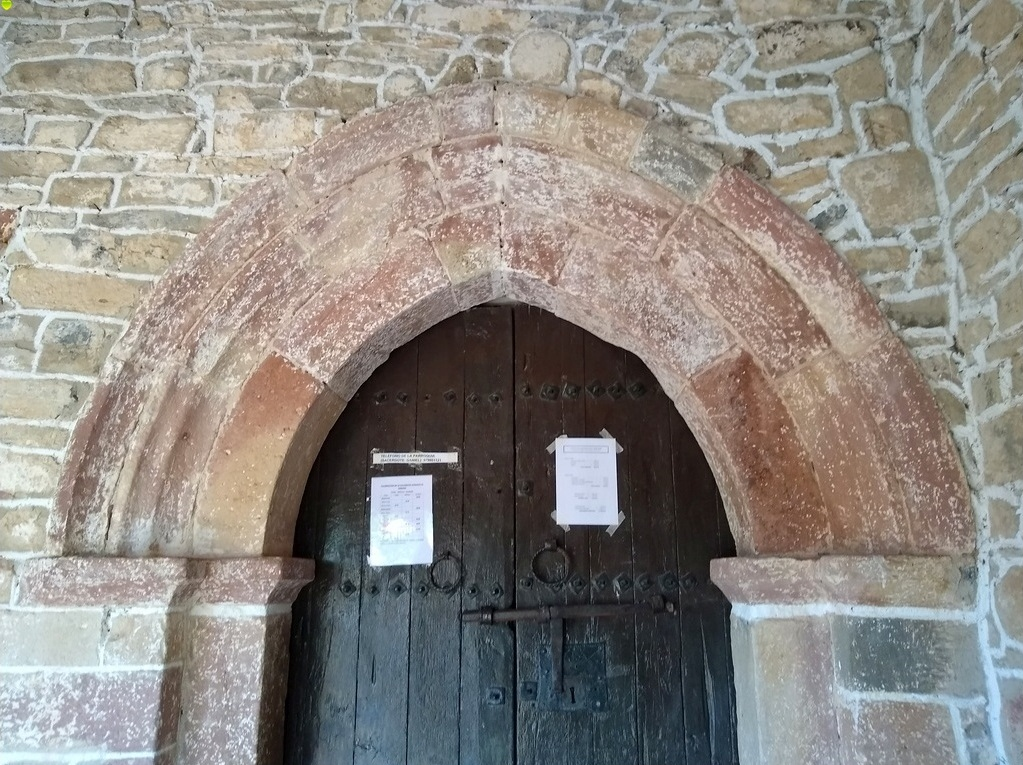
Detalle de la portada de la iglesia

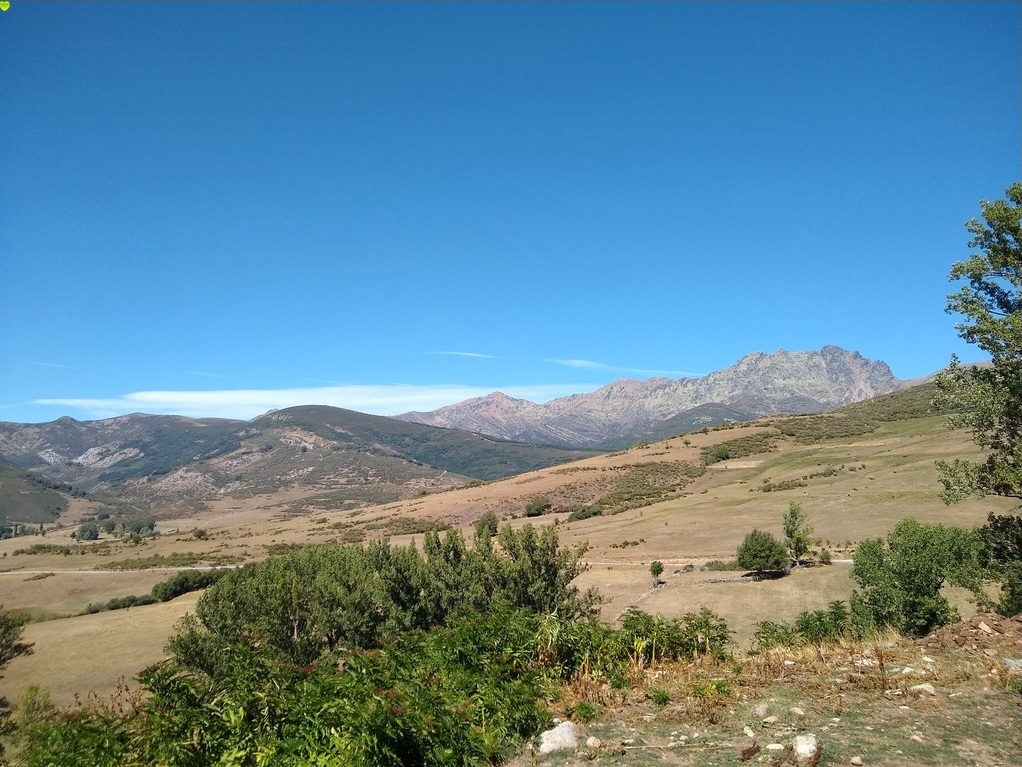
Vista desde La Lastra

La Lastra es una localidad y una pedanía española del municipio de Triollo, en la provincia de Palencia (comunidad autónoma de Castilla y León). 

## Geografía
En la comarca de la Montaña Palentina.

## Demografía
Evolución de la población en el siglo XXI
| Gráfica de evolución demográfica de La Lastra entre 2000 y 2021    |
|                                                                    |
| Población de derecho (2000-2021) según el padrón municipal del INE |

## Historia
No se sabe en que época se produjo la primera ocupación humana. Ya existía como municipio en el siglo XIV ya que es mencionado en el libro de 1365 "Becerro de las Behetrías" como lugar de abadengo, tributario del Obispo de Palencia. Era integrante de la "Merindad de Liébana-Pernía".
La localidad se constituye en municipio constitucional con la llegada de la democracia a España. En el censo de 1842 contaba con 29 hogares y 151 vecinos, para posteriormente integrarse en Triollo.

## Patrimonio
- Iglesia católica de la Asunción de Nuestra Señora: Con portada románica.
- Ermita de Santa Lucía: Actualmente en ruinas.

## Personas destacadas
- Julio Mediavilla Concejero (1915-1936) y Honorio Carracedo Ramos (1916-1936), religiosos pasionistas, beatos y mártires.
- Antonino Sierra (1916-2002), un hombre bueno.